# Osiedle Na Skarpie (Koszalin)
Osiedle Na Skarpie (do 1977 Osiedle Karola Marksa) – osiedle w północnej części Koszalina. 
Osiedle powstało w technice wielkopłytowej po 1970 jako kolejny etap budowanego Osiedla Północ. Początkowo jego patronem był Karl Marx. Pozostałością z poprzedniego ustroju są nazwy ulic, których patronami są komuniści i socjaliści Wera Kostrzewa i Adolf Warski oraz ulica Robotnicza (do 1971 nosiła nazwę Cicha). Granice osiedla Na Skarpie wyznaczają: od południa aleja Monte Cassino, od wschodu ulica Władysława IV, a od północy i zachodu linia kolejowa Koszalin-Słupsk. Przy ulicy Eugeniusza Kwiatkowskiego 6E znajduje się Wydział Nauk Ekonomicznych Politechniki Koszalińskiej, którego gmach początkowo miał być wojewódzkim szpitalem ginekologiczno-położniczym.